# Féerie

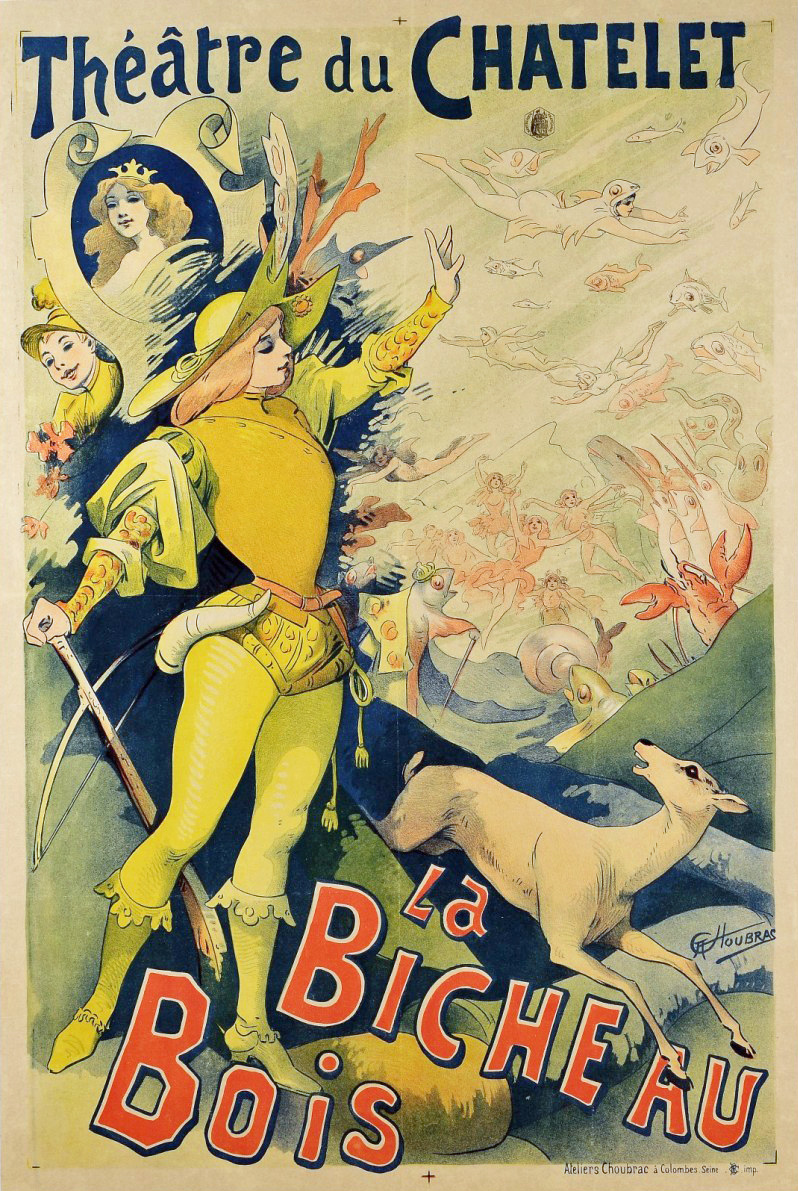
Póster de Alfred Choubrac para la producción La Biche au bois (La cierva del bosque) de 1890, llevada a cabo en el Théâtre du Châtelet.

Féerie, a veces traducido como "fairy play" ("obra de hadas"), fue un estilo teatral francés conocido por sus tramas fantásticas y espectaculares efectos visuales, que incluían espléndidos paisajes y efectos teatrales mecánicamente trabajados. El estilo féerie combinó música, baile, pantomima y acrobacia, así como transformaciones mágicas creadas por diseñadores y técnicos de escena, buscando contar historias melodramáticas claramente definidas, con una moralidad definida y un uso extenso de elementos sobrenaturales. El estilo se desarrolló a principios del siglo XIX y se hizo muy popular en Francia a lo largo de toda la centuria, influyendo en el desarrollo posterior del burlesque, la comedia musical y el cine.

## Estilo

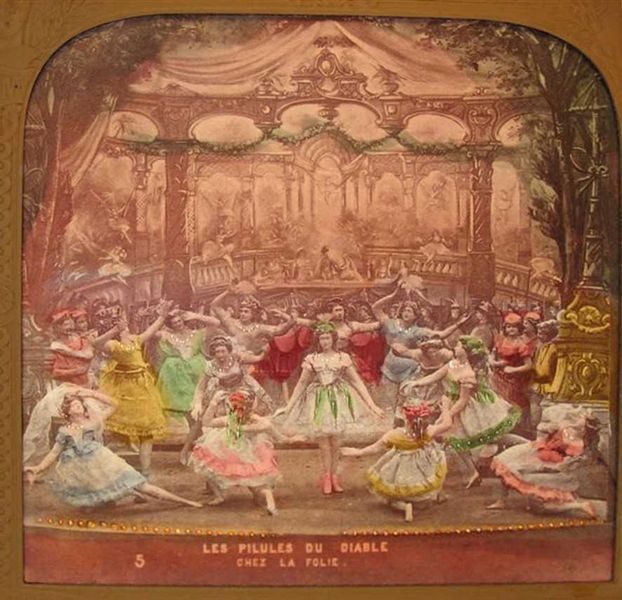
Escena de Les Pilules du diable.

La féerie utilizó una estética de cuento de hadas para combinar teatro con música, bailes, mimos, acrobacias y, especialmente, espectaculares efectos visuales creados con innovaciones en la maquinaria de escenario, como las trampillas, las máquinas de humo y decoraciones que pudieran cambiarse rápidamente. Las canciones siempre aparecían, usualmente presentando nuevas letras de melodías familiares. Las escenas de transformación, en las que una escena cambiaría como por arte de magia a la vista del público, eran un componente importante del estilo: hasta 1830, casi todos los cambios de escena en féeries eran transformaciones de vista completa. La última transformación en una féerie, acompañado por un auge de la música, conducía a la apoteosis de la misma: una gran imagen final del escenario, que generalmente involucraba hermosos supernumerarios que descienden del cielo o que se encuentran suspendidos por cables.
Estos elementos, especialmente el espectáculo y los efectos visuales, eran mucho más prominentes que la trama. El crítico Francisque Sarcey sugirió que para una féerie, la cuadrilla a cargo del diseño y la escenografía debería considerarse más importante que los escritores, y señaló que los guiones en sí eran tan incoherentes que "uno puede poner el principio al final, y viceversa...". Théophile Gautier incluso sugirió, con una ironía considerable, que la inmensamente exitosa obra Les Pilules du diable se podría realizar como una producción puramente simulada, de modo que ninguna palabra hablada distraería al público del espectáculo que habían venido a disfrutar. El efecto total fue uno de una serie de deslumbrantes imágenes visuales y de ensueño, que recuerdan las tradiciones de cuentos de hadas y un asombro infantil a través del uso innovador de tecnología en escenario. En una reseña de The Blue Bird, un escritor del Journal des débats comentó satíricamente sobre la espectacular frivolidad de una típica féerie, pero positivamente sobre el vasto potencial de creatividad del estilo:

Nada es más raro que una féerie que no sea una mezcla absurda de aventuras ridículas e inventos burlescos y que consiste de otra manera solo como una exhibición de trucos, disfraces y decoraciones... ¡Sin embargo, qué recursos ofrece la féerie a la imaginación poética!

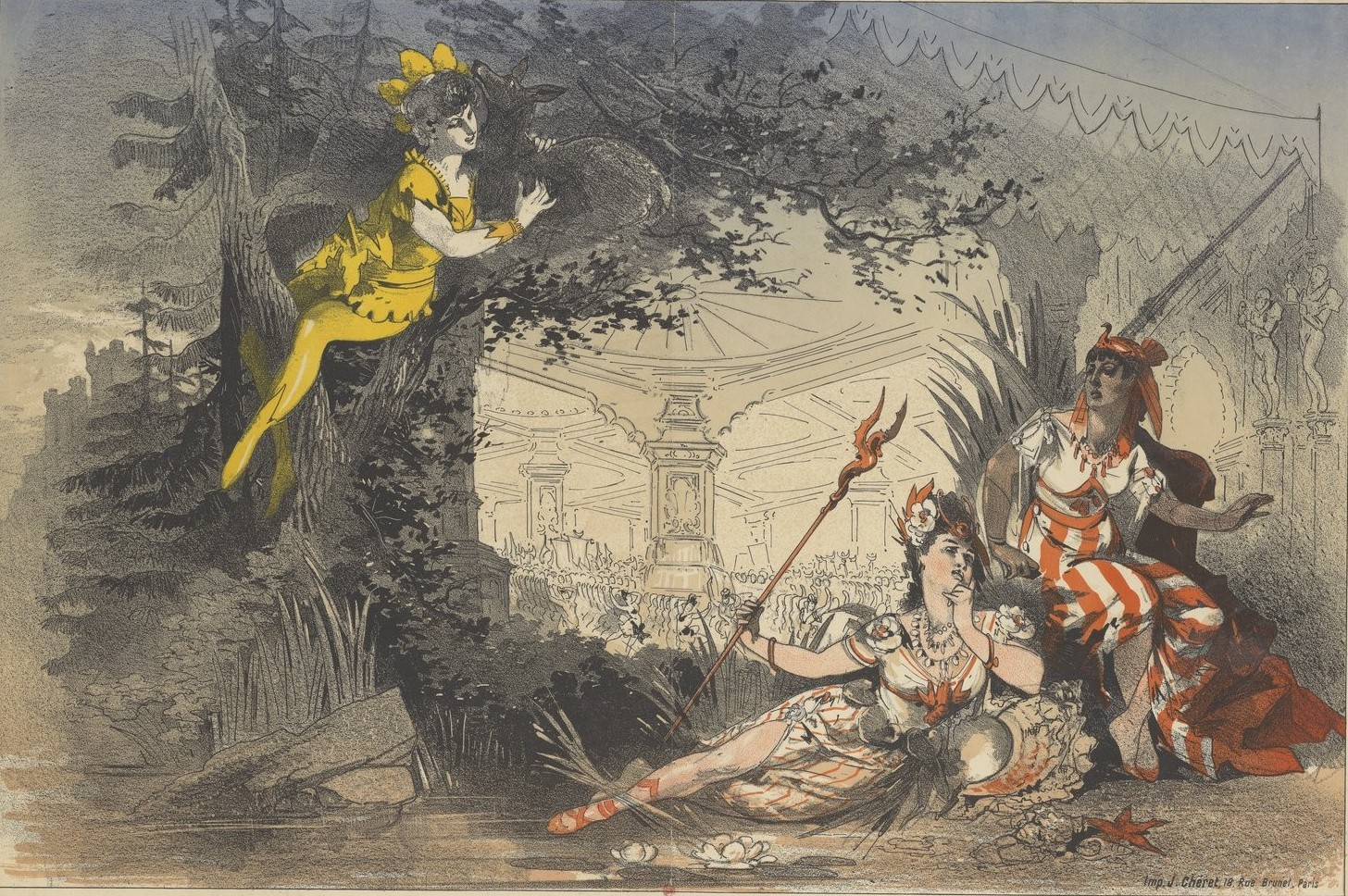
Póster de una producción de 1876 de La Biche au bois.

Las féeries usualmente se basaban en los cuentos de hadas de la tradición francesa, como los de Charles Perrault y Madame d'Aulnoy; otras eran tomadas de fuentes externas, como Las mil y una noches; al igual que también se crearon guiones originales. Al igual que los melodramas, los guiones seguían e involucraban una conmovedora batalla entre las fuerzas del bien y del mal. Sin embargo, cuando el melodrama simplemente sugería la existencia de estos extremos, las féeries los hicieron descaradamente literales, al encarnarlos como brujas, gnomos y otras criaturas sobrenaturales. El tono moral se acentuaba con el diálogo, que a menudo incluía máximas sobre el amor, el deber, la virtud y temas similares. Una féerie de larga duración a menudo corría durante varias horas.
Cuatro personajes humanos aparecieron de manera confiable entre las fuerzas sobrenaturales: dos jóvenes amantes (una ingenua y su pretendiente heroico), un rival a menudo cómico y grotesco por los afectos del ingenuo, y un valet perezoso obsesionado con la comida. Las fuerzas sobrenaturales en la trama condujeron a estos personajes a través de paisajes fantásticos y múltiples aventuras, que usualmente involucraban talismanes mágicos utilizados para transformar personas, cosas y lugares. La apoteosis reunía a los amantes con un efecto deslumbrante.

## Orígenes

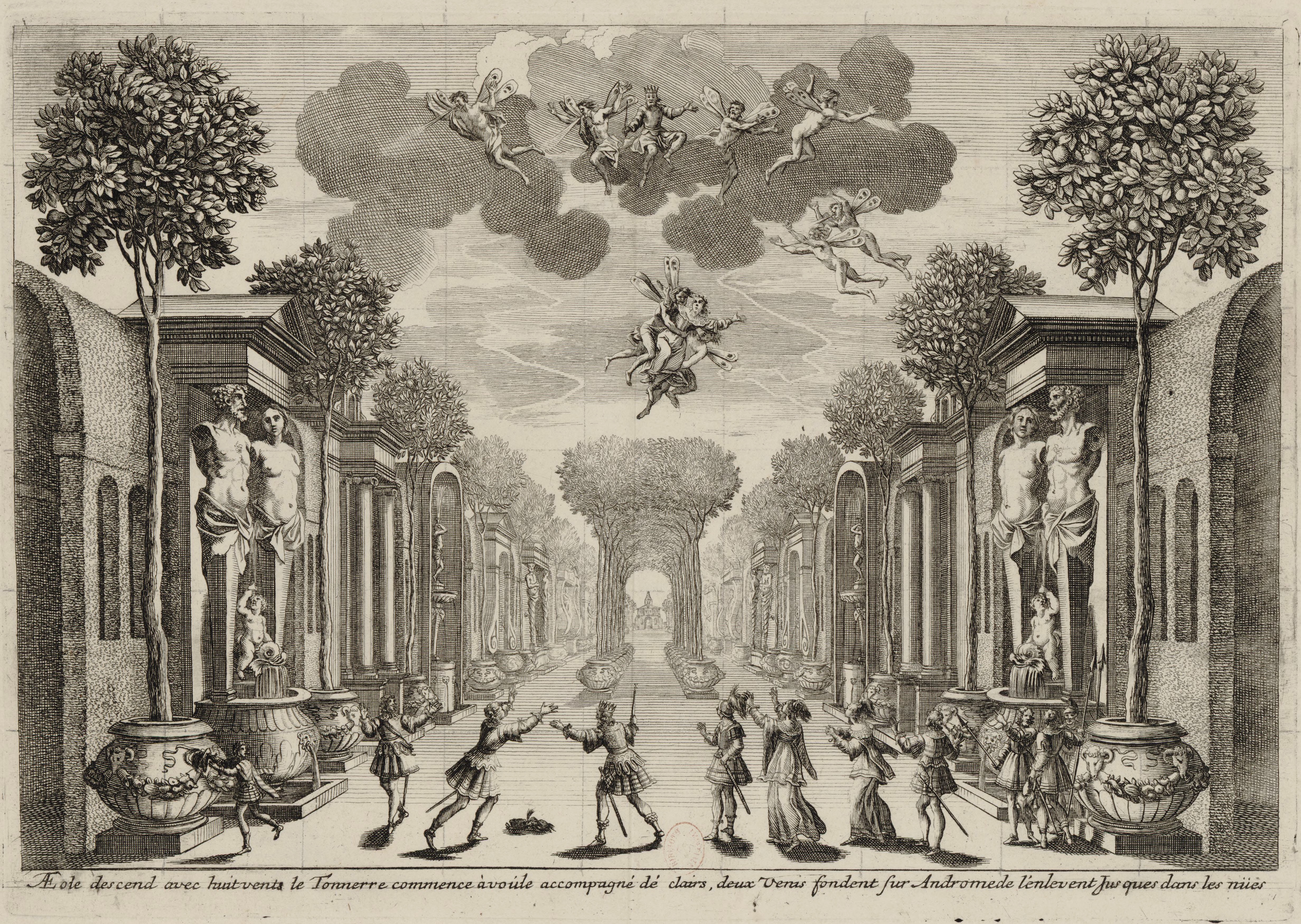
Una escena de la producción original de Andromède de Pierre Corneille, obra considerada precursora de las féeries.

Las féeries pueden rastrear sus orígenes a la tradición renacentista de los ballets cortesanos, en la que líderes de la corte, tales como Catalina de Médici y Enrique IV de Francia, solían encargar la realización de ballets de diseño espectacular basados en temas mitológicos y fábulas. Otro precursor notable es el género Pièces à machines ("juega con las máquinas"), popular en el Théâtre du Marais de París a mediados del siglo XVII, utilizando nuevamente la mitología como material de origen: la Psyché de Molière es un notable ejemplo a pequeña escala, al igual que la Andromède de Pierre Corneille y la Toison d'Or también cuentan dentro del estilo. Estos se deben en gran parte al trabajo de ingeniería teatral de los arquitectos italianos, especialmente Nicola Sabbatini. Estos espectáculos prepararon el terreno para las pantomimas de feria del siglo XVIII (el Théâtre de la foire), tales como Arlequin dans un oeuf en el Théâtre des jeunes-Artistes, o Les Eaux de Merlin por Alain-René Lesage. Las pantomimas de las ferias, combinando motivos de la comedia del arte, con lujosas fantasías creadas por el espectáculo teatral, sirvieron como el precursor más directo de la féerie del siglo XIX.
La Revolución francesa cambió el rostro del teatro francés, con una gran audiencia nueva para complacer a la burguesía con diversos estilos desarrollados que buscaran complacerlos. La féerie, combinando las influencias de las ferias con el estilo farsante de la comédie en vaudevilles, comenzó como una forma de melodrama, pero la brecha entre ellos rápidamente se hizo muy pronunciada. Para la audiencia del siglo XIX, los dos estilos se ubicaban en los extremos opuestos de un espectro: en un extremo estaba el melodrama, con sus argumentos calculados para hacer llorar a las audiencias; mientras que la féerie vino a proporcionar entretenimiento diseñado para hacer reír a la audiencia. Los primeros intentos notables del estilo fueron las adaptaciones de Cuvelier de Trie de Pulgarcito y El Gato con Botas, en 1801 y 1802, respectivamente. El desarrollo de las féeries fue ayudado por un creciente interés francés en las cualidades literarias de los cuentos de hadas clásicos, y por la popularidad de Las mil y una noches después de su primera publicación en Francia.

## Éxitos iniciales
La féerie, en el sentido completo del concepto del siglo XIX, nació como tal el 6 de diciembre de 1806, con el estreno en el Théâtre de la Gaîté de Le Pied de mouton (El pie de cordero). La obra, escrita por Alphonse Martainville en colaboración con el actor César Ribié, sigue la búsqueda de un héroe enamorado, Guzmán, para salvar a su amante Leonora de las manos de un rival villano. Con la ayuda de un talismán mágico (el pie de cordero del título) y bajo la vigilancia de un hada que defiende el valor de la virtud y el deber, Guzman se enfrenta a una serie de pruebas espectaculares, condimentadas con música, ballet y duelos. Gracias a la maquinaria escénica, los eventos mágicos fluyen libremente a través de la obra: los retratos se mueven, la gente vuela, los chaperones se transforman en guitarristas y la comida desaparece. Al final, el amor lo conquista todo y el hada interviene una vez más para asegurar el triunfo del bien sobre el mal.

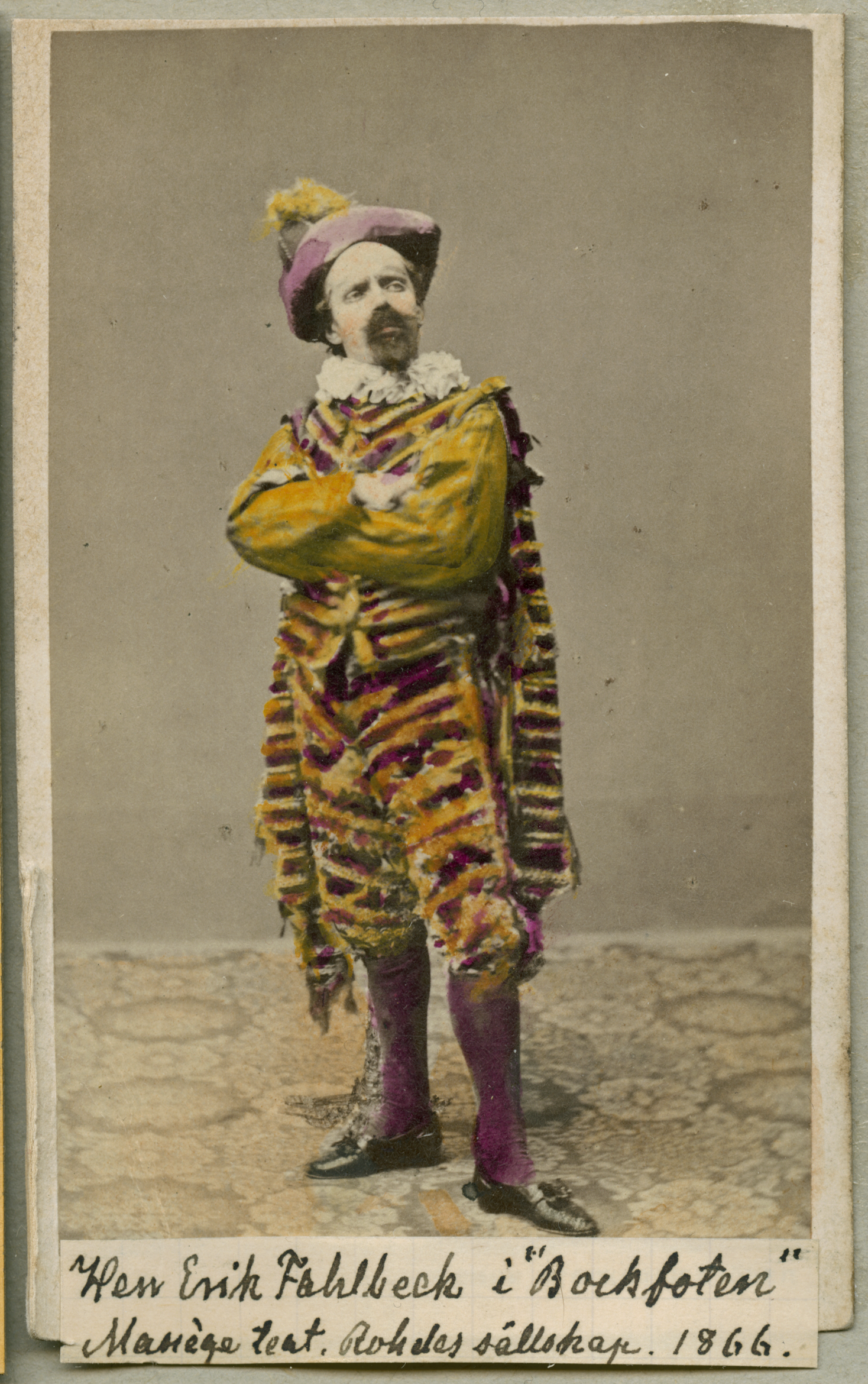
Erik Fahlbeck en una producción sueca de Le Pied de mouton de 1866.

Le Pied de mouton tuvo un gran éxito y volvió a ser realizada con frecuencia. En sí, ayudó a codificar la forma estándar de las féeries durante los próximos cien años: una narrativa en la que el héroe o héroes experimentan una serie de aventuras a través de escenas espectaculares, con los escenarios que a menudo se transforman "mágicamente" a la vista del público. Actualmente, los académicos la continúan citando como un ejemplo por excelencia del género.
La féerie, una vez establecida, floreció rápidamente: solo entre 1800 y 1820 se produjeron unas 60 féeries. Una de las obras más famosas de René-Charles Guilbert de Pixérécourt en el género, Ondine o La Nymphe des Eaux (1830), marca el comienzo de una tendencia popular para las féeries con romances entre mortales y seres sobrenaturales: cuenta la historia de amor de la ninfa acuática Ondine, que obtiene un alma al enamorarse de un mortal. Los avances técnicos en maquinaria de escenario se entretejieron rápidamente en nuevas producciones de féeries: iluminación a gas, instalada en la mayoría de los teatros más importantes de París a fines de la década de 1830, permitía diseños de escenografías más realistas y diversos efectos atmosféricos, siendo la luz de calcio especialmente útil para simular los rayos solares y los rayos de la Luna. Del mismo modo, la invención de Louis Daguerre del diorama, un cuadro en escena animado y transformado por cambios en la iluminación, tuvo una gran influencia en los efectos de transformación de la féerie.

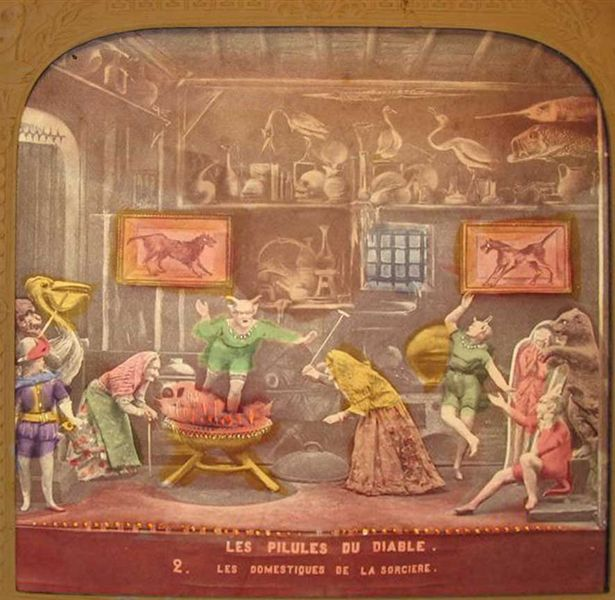
Tarjeta promocional de una escena de Les Pilules du diable.

El primer gran éxito que logró igualar al de Le Pied de mouton fue Les Pilules du diable (1839) del Cirque Olympique, realizada a partir de un guion del escritor de vaudeville Auguste Anicet-Bourgeois y dos escritores de producciones circenses, Laloue y Laurent. Mientras que los efectos de escenario se habían vuelto más espectaculares desde las féeries iniciales, las tramas seguían siendo familiares: en esta obra, el rico hidalgo Sottinez, enamorado de la ingenua Isabelle, la persigue a ella y a su amante Albert a través de extrañas y espectaculares aventuras. Les Pilules du diable fue ampliamente revivida e imitada, y posiblemente fue la féerie más famosa de todas.
Entre las féeries más exitosas que le siguen, incluyen a La Biche au bois, La Chatte Blanche y Peau d'Âne, todas ellas tomadas en gran medida de cuentos de hadas y romances caballerescos, a la vez que replanteaban sus historias para adaptarse a los gustos del día. Un "melodramaféerie" de 1826 en la Porte Saint-Martin, Le Monstre et le magicien, se abrió paso no solo temáticamente: tenía un toque gótico y estaba basada en el Frankenstein o el moderno Prometeo de Mary Shelley, a la vez que un diseñador inglés, Tomkins, fue contratado para instalar un nuevo y complejo sistema de trampillas en el piso del escenario. Mientras que las trampillas se convirtieron en un elemento básico para los efectos de la féerie, la moda para la ficción gótica en el escenario cedió en la década de 1830.
El popular dramaturgo Adolphe d'Ennery tuvo un éxito en el Théâtre de la Gaîté en 1844 con Les Sept Châteaux du diable, una fantasía a modo de alegoría moral, en la que un par de parejas jóvenes enfrentan tentaciones en castillos que representan a los Siete pecados capitales. Entre las otras féeries de d'Ennery se encuentra Rothomago (1862), igualmente tratada como una alegoría moral. Muchas féeries exitosas fueron obra de los prolíficos hermanos Cogniard: su adaptación de 1843 de Las mil y una noches, en la obra Les Mille et une nuits, introdujo el exotismo al género, preservando su alegre diálogo vaudevilliano. Otras notables producciones Cogniard fueron Blanche La Chatte, con la cantante debutante de café-concert Thérésa; la obra llena de trucos La Poudre de Perlinpinpin y, en colaboración con el escritor de vodevil Clairville, la producción de Variétés Les Bibelots du diable de 1858, un espectáculo cómico con referencias parpadeantes y alusiones a la mayoría de las principales féeries que la habían precedido. La cepa cómica de Le Pied de mouton y Les Pilules du diable se enfatizó en muchos de estos éxitos, como Les Sept Châteaux, Perlinpinpin y Les Bibelots.
Debido a la gran escala del espectáculo, los escenarios parisinos más grandes y más equipados técnicamente se convirtieron en los lugares más solicitados para los espectáculos. El Cirque Olympique, anteriormente un escenario utilizado para espectáculos políticos y ecuestres, aprovechó su gran escenario para presentar féeries de mayor valor, siendo finalmente reemplazado por un nuevo auditorio construido específicamente para el espectáculo, el Teatro del Châtelet. El Teatro de la Porte Saint-Martin, originalmente diseñado para producciones de ópera, tenía un escenario y una maquinaria adecuada para las exigencias de las féeries, y floreció con el género bajo la dirección de Marc Fournier.

### Evolución del término
Hasta 1840, en subtítulos y material descriptivo similar para producciones, féerie se usaba como un adjetivo junto con otra palabra, lo que permitía distinguir los subgéneros por las diferencias de tono y estilo. Muchas de las primeras féeries fueron anunciadas como mélodrame-féeries ("melodrama de hadas"; siendo la mitad de todas las féeries presentadas entre 1800 y 1810 descritas así), una descripción que cayó en desgracia durante la década de 1810. Pantomime-féeries, desarrollado por el mimo Deburau, se hizo muy popular en la década de 1840. Otros géneros incluyen folie-féeries y comédie-féeries. La opéra féerie, con un mayor énfasis en la música, floreció por primera vez en la década de 1820, y finalmente se convirtió en una forma de opereta en obras como Le Voyage dans la lune, de Jacques Offenbach, en 1874. Los más populares de todos fueron las vaudeville-féeries, escritas por dramaturgos de vodevil, con más canciones y trucos que otras producciones. Este estilo se extendió tanto que, a fines de la década de 1840, las vaudeville-féeries eran conocidas simplemente como féeries, y su tono particular se convirtió en el estándar en todo el género.

## Variantes internacionales
James Robinson Planché, luego de ver una féerie en el Teatro de la Porte Saint-Martin en su luna de miel en 1821, llevó el género a Inglaterra como el "extravaganza de hadas". Organizó una veintena de extravagancias de hadas en Londres entre 1836 y 1854. La pantomima del siglo XIX también tenía grandes similitudes con la féerie, con un crítico de un periódico de Nueva Zelanda que describió Los 400 coups du diable como un "juego de hadas que todo menos en nombre se parece mucho a nuestra propia pantomima navideña". Con sus temas de cuentos de hadas, la féerie también se puede comparar con las "obras de hadas" en inglés posteriores, como Peter Pan y Wendy de James Matthew Barrie o los espectáculos de cuentos de hadas estadounidenses tales como la versión musical de El Mago de Oz de L. Frank Baum.
En España, la comedia de magia fue un género muy similar a la féerie, iniciando un ascenso prominente en 1715 con la obra de Juan Salvo y Vela. La forma ya estaba bien establecida allí por el tiempo de Juan Grimaldi, quien adaptó Le Pied de mouton a la escena española en 1829. La versión de Grimaldi, La Pata de Cabra, fue un éxito popular pronunciado y fue ampliamente imitado.
En el Imperio ruso, el concepto de espectáculo de cuento de hadas se fusionó con el ballet narrativo para crear el ballet-féerie ("ballet de hadas"). Esta forma tomó su nombre del género francés y sus características de danza del estilo italiano ballo grande. A menudo se consideraba un entretenimiento de clase más baja y más comercializado que el ballet tradicional, siendo atacado por muchos críticos rusos de finales del siglo XIX, describiéndolo como una amenaza extranjera a las tradiciones del ballet nacional. No obstante, el ballet-féerie atrajo una considerable atención artística: La Bella Durmiente y El cascanueces, ambas de Piotr Ilich Chaikovski, son ballet-féeries. Al igual que la féerie francesa, el ballet-féerie enfatizó los efectos visuales en el escenario: donde bailes anteriores habían enfatizado la técnica y el virtuosismo en solitario de la primera bailarina, el nuevo género se centró en las danzas de conjunto, las transformaciones mágicas y las cambiantes imágenes del escenario creadas con movimiento y color.

## Popularidad

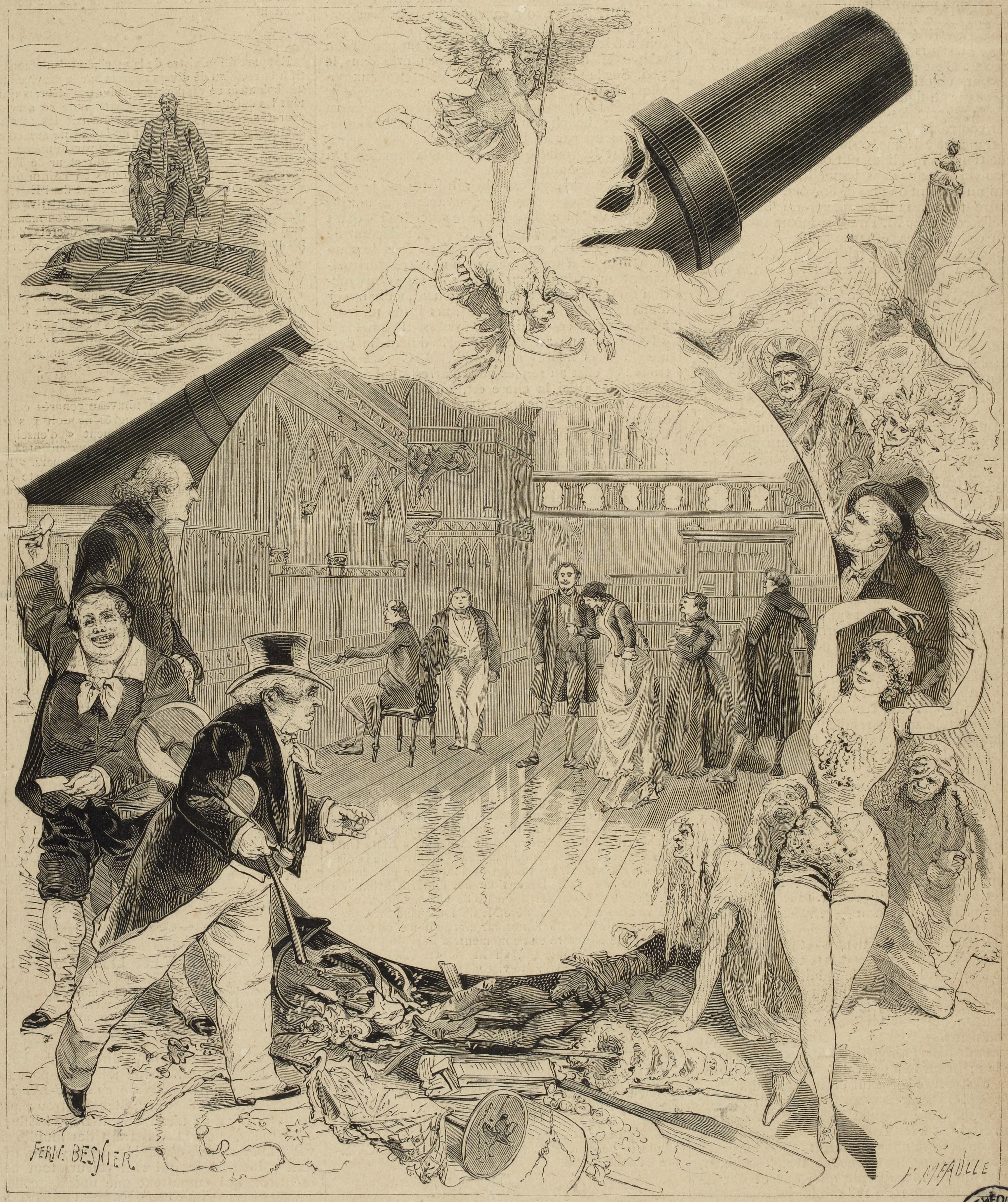
Escenas y personajes de la féerie Viaje a través de lo imposible, escrita por Julio Verne.

A mediados del siglo XIX, las féeries se habían convertido en uno de los espacios más destacados para la narración de cuentos de hadas en la cultura popular, y se habían ganado la fascinación y el respeto de algunos de los escritores más destacados de la época. Théophile Gautier los revisaba a menudo en su calidad de escritor de teatro, comparando las escenas cambiantes y los sucesos mágicos de la familia con un sueño:

¡Qué encantador espectáculo de verano es una féerie! Lo que no exige atención y se desenreda sin lógica, como un sueño que hacemos despierto (...). (Es) una sinfonía de formas, de colores y de luces (...) los personajes, brillantemente vestidos, vagan a través de una serie de tableux en constante cambio, aterrorizados, aturdidos, corriendo uno tras otro, buscando reclamar la acción que va, quién sabe dónde; ¡pero que importa! El deslumbramiento de los ojos es suficiente para una agradable velada.

La popularidad de la féerie tuvo su cumbre en la década de 1850: hacia finales de esta, alrededor de la fecha en que estaba en marcha la obra Les Bibelots du diable, el enfoque había pasado de la trama de cuento de hadas a la extravagancia en sus propios términos. La sátira La Queue de la poêle (1856) de Siraudin y Delacour, parodió las convenciones del género, tanto como Frédérick Lemaître había hecho al melodrama en su versión de L'Auberge des Adrets.
Aunque visto como algo anticuado durante la década de 1860, el género experimentó una segunda oleada de popularidad desde 1871 hasta la década de 1890, en la que se montaron versiones cada vez más lujosas de los clásicos del género. En su diccionario de artes teatrales de 1885, Arthur Pougin señaló que "las audiencias siempre se presentan en gran número a cualquier [féerie] que se ofrezca, porque adoran este entretenimiento verdaderamente mágico", y elogiaron a la féerie como "un entretenimiento seguramente delicioso cuando está en manos de un verdadero poeta. Entra libremente en el capricho de su imaginación y puede deleitar la mente del espectador y encantar sus ojos".
L'irreparable, uno de los poemas del libro Las flores del mal de Charles Baudelaire, fue inspirado por una féerie que había visto, La Belle aux Cheveaux d'Or, protagonizada por Marie Daubrun, una actriz que le había herido anteriormente. Gustave Flaubert incluso escribió una féerie de larga duración, Le Château des cœurs, en 1863, aunque nunca se realizó. Julio Verne hizo su propia contribución al género en 1881 con Viaje a través de lo imposible, escrito en colaboración con Adolphe d'Ennery y con temas y personajes de las famosas novelas de Verne. La obra The Blue Bird de 1908, escrita por Maurice Maeterlinck, también fue descrita por observadores contemporáneos como una féerie, aunque los críticos señalaron que era un ejemplo más abiertamente poético e intelectual del género que las producciones clásicas de Châtelet.

## Años posteriores

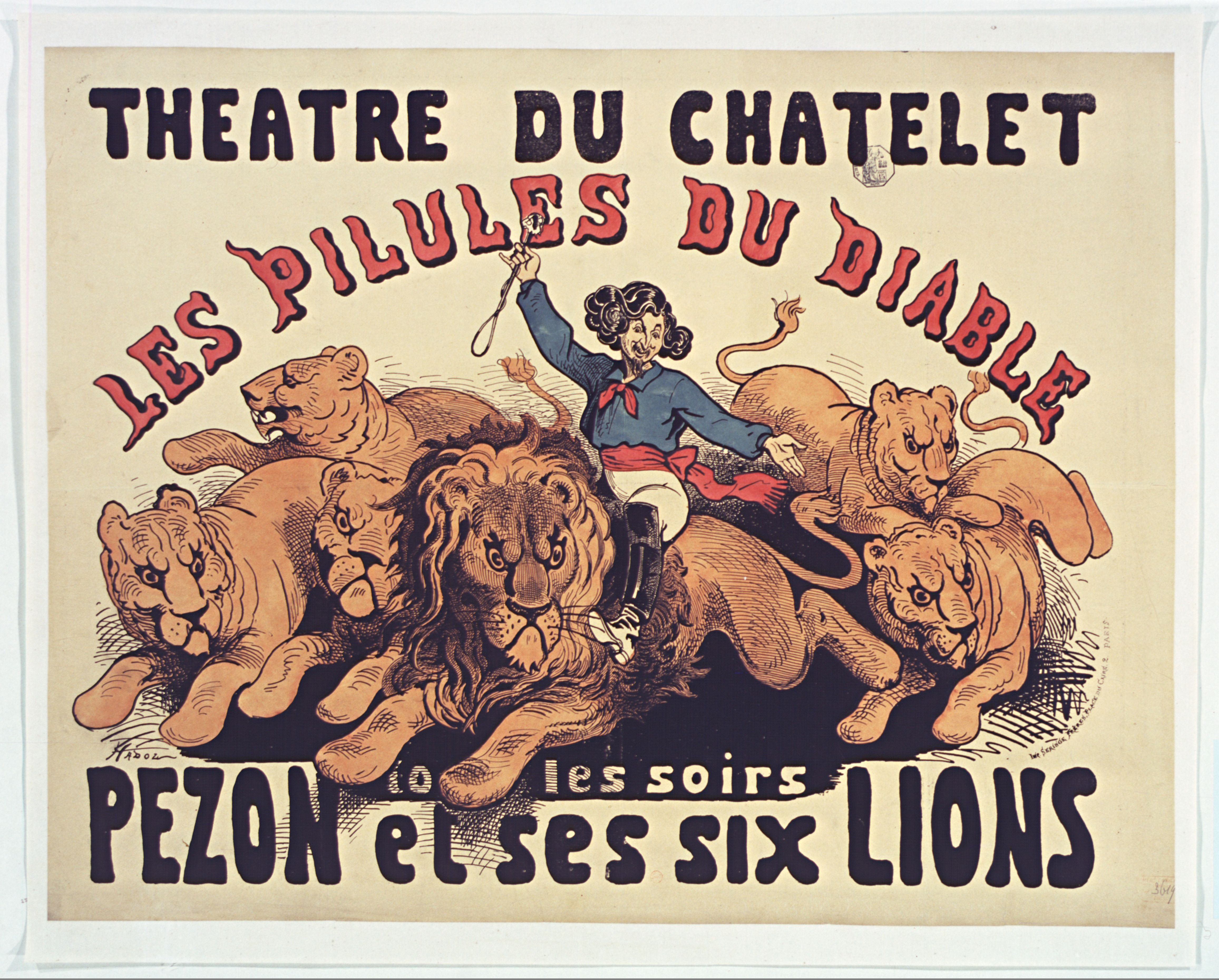
Póster de la producción de Les Pilules du diable en 1874 en el Théâtre du Châtelet.

A partir de 1875, desde Le Voyage dans la Lune en adelante, algunas féeries comenzaron a mostrar una tendencia a incorporar temas científicos y tecnológicos en sus tramas, una novedad debida en parte a la popularidad e influencia de las obras de Verne. Un género relacionado y muy popular también se derivó de este autor: la pièce de grand spectacle, una generosa y extravagante producción construida sobre una trama colorida pero no basada en la fantasía. El género se lanzó con la espectacular dramatización de La vuelta al mundo en ochenta días en 1874, escrita por Verne y D'Ennery, seguida rápidamente por otras dos adaptaciones del mismo equipo, Los hijos del capitán Grant y Miguel Strogoff. El estilo de la pièce de grand spectacle era tan cercana a la féerie que algunos críticos utilizando los términos de forma sinónima: Alphonse Daudet llamó a La vuelta al mundo... como "la más suntuosa, la más original de todas las féeries", mientras que Jules Claretie dijo que escuchó a uno de los asistentes del público describir el espectáculo de La Biche au bois "por la locomotora". Eventualmente, La vuelta al mundo... y Miguel Strogoff, ambos inmensamente exitosas, codificaron la pièce de grand spectacle como un género propio, en competencia con la forma similar pero basada en la magia de la féerie "clásica".
Para finales del siglo XIX, la féerie perdió popularidad, momento en el que se consideraba en gran medida solamente como un entretenimiento para niños. Desapareció de los escenarios franceses cuando otro medio, el cine, comenzaba a suplantarlo como una forma de espectáculo de narración.

## Legado
Con su versión cinematográfica de La Cenicienta en 1899, Georges Méliès introdujo la fe en el mundo en desarrollo de las películas. La féerie se convirtió rápidamente en uno de los géneros más populares y abundantes de las películas en los primeros años del siglo XX, con pioneros como Edwin S. Porter, Cecil Hepworth, Ferdinand Zecca y Albert Capellani que aportaron adaptaciones de cuentos de hadas al estilo de la féerie. Filmando versiones de populares féeries como Le Pied de mouton, Les Sept Châteaux du diable y La Biche au bois. Sin embargo, el líder en el género siguió siendo Méliès, quien diseñó muchas de sus películas principales como féeries y cuyo trabajo en conjunto está intensamente influenciado por la influencia del género. La película de 1970 de Jacques Demy, Peau d'âne, también muestra una fuerte influencia féerie, utilizando elementos de la féerie del mismo nombre de Emile Vanderburch, Evrard Laurencin y Charles Clairville.
Con sus exploraciones en formas de integrar el espectáculo, la comedia y la música en el teatro, la féerie también influyó en el desarrollo de la comedia musical y el burlesque. En los recuerdos de su carrera haciendo películas en la tradición Méliès, Zecca reflexionó sobre el poder del género:

No es en los dramas y en las películas acrobáticas que puse mi mayor esperanza. Fue en las féeries.